# Ален Роша
Ален Роша (фр. Alain Rochat, нар. 1 лютого 1983, Сен-Жан-сюр-Рішельє) — швейцарський футболіст, захисник, фланговий півзахисник клубу «Лозанна».

## Клубна кар'єра
Роша народився в містечку Сен-Жан-сюр-Рішельє в Канаді, але переїхав до Швейцарії, коли йому було два роки.

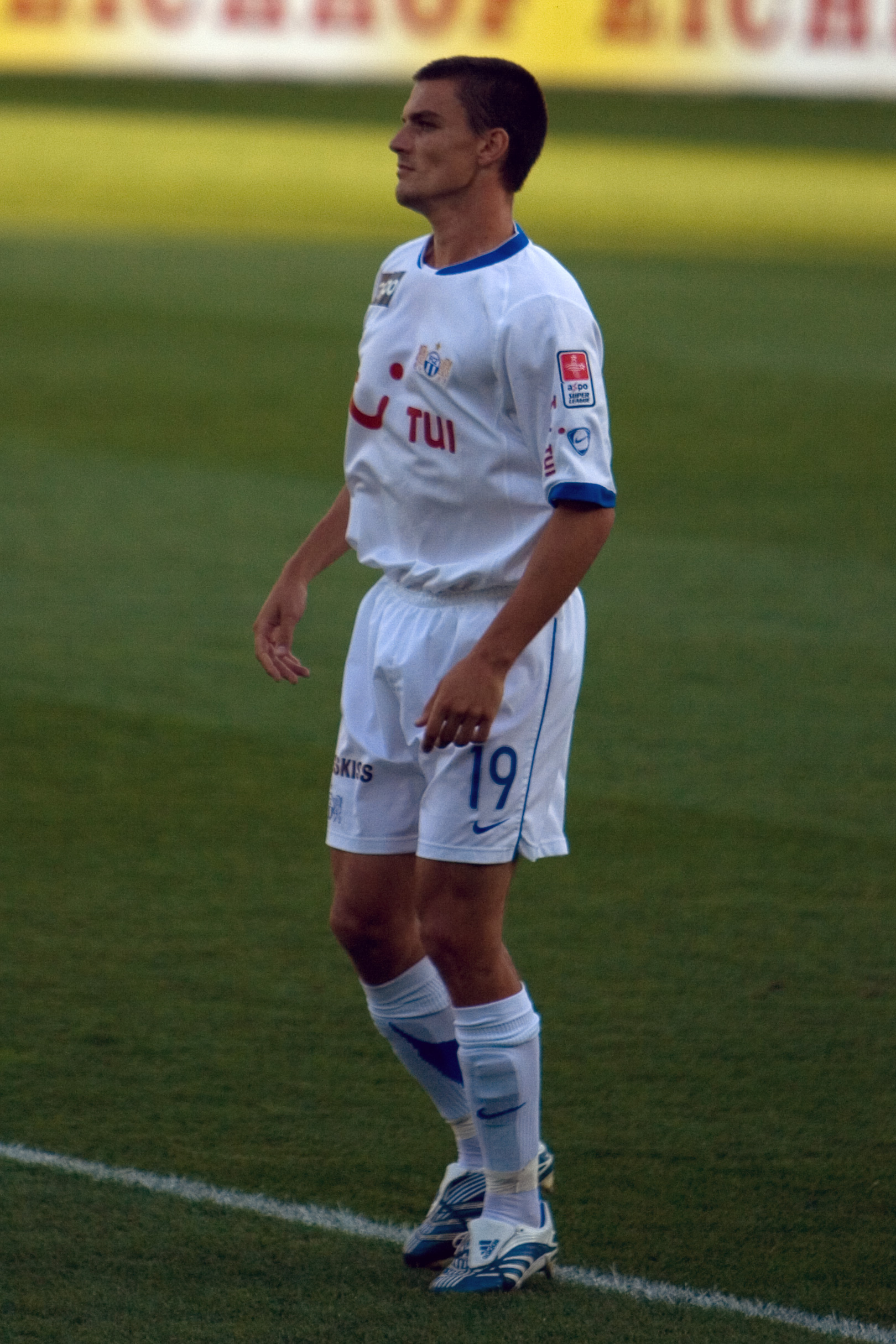
Ален Роша під час виступів за «Цюрих». 2007 рік.

У дорослому футболі дебютував 1999 року виступами за команду «Івердон Спорт», в якій провів два з половиною сезони, взявши участь у 52 матчах чемпіонату.
На початку 2002 року перейшов у «Янг Бойз», де провів ще три з половиною сезони, після чого став гравцем «Ренна». Проте у Франції закріпитись Роша не зумів, зігравши за сезон лише у 9 матчах Ліги 1.
Влітку 2006 року Роша повернувся до Швейцарії, ставши гравцем «Цюриха». Відіграв за команду з Цюриха наступні чотири сезони своєї ігрової кар'єри. Більшість часу, проведеного у складі «Цюриха», був основним гравцем команди. За цей час двічі виборював титул чемпіона Швейцарії.
2010 року Роша підписав контракт з канадським клубом «Ванкувер Вайткепс», проте до січня 2011 року продовжив грати за «Цюрих» на правах оренди. Протягом наступних двох з половиною сезонів виступав за канадський клуб в МЛС, після чого влітку був переданий у «Ді Сі Юнайтед» в обмін на право взяти замість вашингтонців участь у другому раунді драфту в МЛС 2015.
Проте Роша був незадоволений трансфером і вже через місяць за 500 тис. доларів перейшов у «Янг Бойз». Відтоді встиг відіграти за бернську команду 83 матчі в національному чемпіонаті, забивши 4 голи.
В липні 2017 року перейшов в «Лозанну».

## Виступи за збірну
У складі молодіжної збірної Швейцарії був учасником молодіжних чемпіонатів Європи 2002 і 2004 роках.
4 червня 2005 року провів свій єдиний матч у складі національної збірної Швейцарії у відборі на чемпіонат світу 2006 року проти збірної Фарерських островів (3:1). 

## Титули і досягнення
- Чемпіон Швейцарії (2):

«Цюрих»: 2006–07, 2008–09